# Fällheber

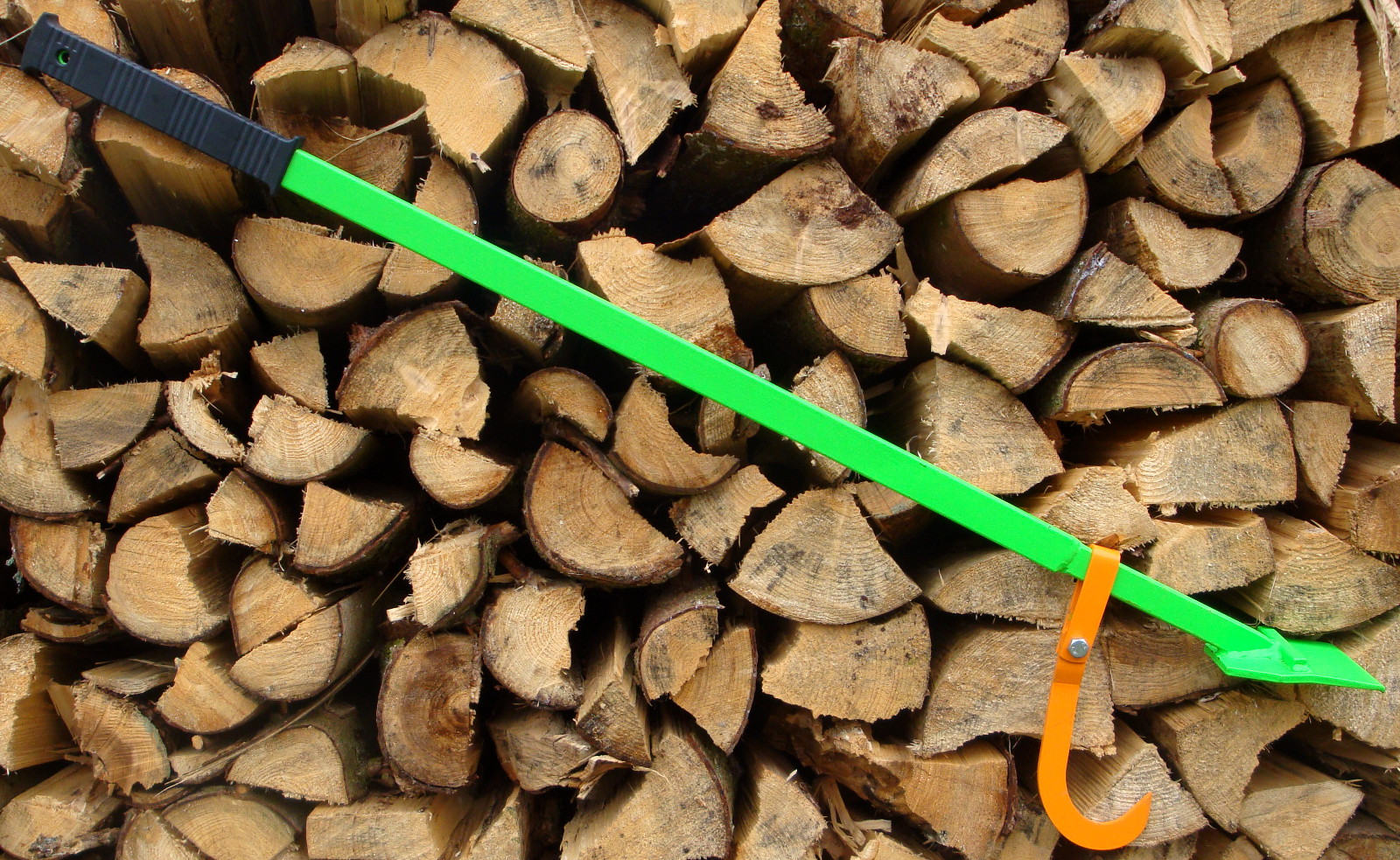
Fällheber, Länge 130 cm

Fällheber sind Werkzeuge, die bei der Schwachholzernte eingesetzt werden. Sie sollen mit Hebelkraft den zu fällenden Baum in die vorgesehene Richtung über die Bruchleiste zum Kippen bringen.

## Ausführung
Fällheber sind in der Regel aus hochfestem Stahl gefertigt, wodurch das Gewicht niedrig gehalten werden kann. Das Griffstück besteht aus Kunststoff, Leder oder ähnlichem, warmen Material. Handelsübliche Fällheber sind zwischen 80 und 130 cm lang. In der Regel sind sie zusätzlich mit einem beweglichen Haken versehen, der das Drehen von Stämmen erleichtert.
Es gibt mittlerweile auch noch weiter gewichtsreduzierte Ausführungen mit Alu- oder Kunststoffstil für Schwachholz oder Baumpflege, die nur rund 60 cm lang und ohne Wendehaken sind.

## Anwendung

Anwendung des Fällhebers

Der Fällheber wird nur bis zu Brusthöhendurchmesser (Stammdurchmesser in ca. 130 cm über dem Boden) bis zu 25 cm verwendet. Diese Grenze dient zum Schutz des Anwenders und auch des Materials vor zu hoher Belastung. Die Fälltechnik unterscheidet sich etwas von der üblichen Technik mit Keilen. Zwar werden auch hier der Fallkerb und die Bruchleiste entsprechend der Fall- und Hängerichtung angelegt, jedoch wird der Fällschnitt in zwei Stufen ausgeführt: Zuerst wird mit der Motorsäge etwa zwei Drittel des Fällschnitts gesägt, dann wird der Fällheber eingeführt oder eingeschlagen. Erst dann wird der Fällschnitt unterhalb des ersten Schnitts weitergeführt. Würde der Schnitt auf gleicher Höhe gesägt, so wäre eine Beschädigung der Sägekette durch die Stahlplatte des Fällhebers sehr wahrscheinlich. Eine andere Möglichkeit zur Vermeidung von Sägeschäden ist eine schräge Schnittführung beim zweiten Schnitt, sodass die Kette ebenfalls nicht mit dem Fällheber in Berührung kommen kann. Nach Vollendung des Fällschnitts kann der Baum durch Drücken oder Ziehen am Fällheber über die Bruchleiste gekippt werden.

## Anwendung des Stammwenders
Der Stammwender unterstützt das Drehen des liegenden oder auch hängenden Stammes um die Längsachse. Der beweglichen Haken des Fällhebers erfüllt die Funktion des Wendehakens. Der Haken wird oberhalb der Hebeplatte auf die Rinde des Stammes gelegt. Wird am Griff des Fällhebers gezogen, so stützt sich die Platte des Fällhebers am Stamm ab und zieht den Haken tief ins Holz. Dank des langen Hebelarms lassen sich Stämme, die sich im Astwerk anderer Bäume verfangen haben, relativ leicht drehen und kommen dadurch meist vollständig herab. Auch das Ausasten am Boden liegender Bäume wird durch das Abscheren der Äste unter dem Stamm erleichtert.